# 田中源太郎 (埼玉県の政治家)
田中 源太郎（たなか げんたろう、1859年1月12日〈安政5年12月9日〉- 1923年〈大正12年〉2月9日）は、日本の実業家、政治家。貴族院多額納税者議員。埼玉県多額納税者。族籍は埼玉県平民。

## 経歴
武蔵国葛飾郡樋籠村（のち埼玉県北葛飾郡幸松村、現:春日部市）で、葛飾郡随一の素封家・田中為次郎の長男として生まれる。家業の酒造業を継承した。
樋籠村戸長、八丁村連合戸長を歴任し、庄内古川改修などに尽力した。1911年（明治44年）、立憲政友会所属で埼玉県会議員に当選した。同年10月13日に就任した。1915年（大正4年）、県会議員に再選された。
1918年（大正7年）9月29日、貴族院多額納税者議員に任じられた。1919年（大正8年）9月21日、県会議員を退任した。1922年（大正11年）6月23日に貴族院議員を辞職した。

## 家族・親族
田中家
- 父・為次郎（埼玉平民）県会議員[5]
- 長男・源太郎（1892年 - ?、前名・義一郎、埼玉県多額納税者、酒造業）[8]
  - 同妻・英子（1903年 - ?、栃木、矢口長右衛門の四女）[8]
- 長女・ふじ（山口士族・陸軍中将村田信乃の妻）[5]

親戚
- 武政恭一郎[8]（会社重役）
- 矢口長右衛門（貴族院議員、栃木県多額納税者）[8]